# Pterodroma nigripennis
Pterodroma nigripennis là một loài chim trong họ Procellariidae.